# 親がうるさいので後輩(♀)と偽装結婚してみた。
『親がうるさいので後輩(♀)と偽装結婚してみた。』（おやがうるさいのでこうはいとぎそうけっこんしてみた、英語: I Camouflage with a gender(♀) Because My Parent is Very Noisy）は、コダマナオコによる日本の漫画作品。一迅社の『コミック百合姫』2018年6月号から8月号にかけて短期集中連載されていた。単行本には同誌2014年7月号に連載されていた読み切り作品である「無酸素恋愛」も収録されている。
とあることが切っ掛けで偽装結婚することになった2人の女性を描く百合作品である。

## あらすじ
仕事一筋のアラサーOLである森本真知は、両親からの結婚を望む声にうんざりしていた。そのことを後輩である阿ヶ谷花に相談したところ、彼女から渋谷区のパートナーシップ証明書を用いた偽装結婚を行い、同性愛者であると騙ることで両親を諦めさせる作戦が提案された。1人でいる方が気楽に感じる真知にとってあまり気乗りしない偽りの新婚生活が始まったが、2人での生活を送っていくうちに花に対する気持ちが変化していく。

## 登場人物
森本 真知（もりもと まち）
本作主人公の一部上場企業に勤めるアラサーOL。世間体を気にして過度な期待を押し付ける両親の下、窮屈な人生を歩んできた。
立派な結婚を望む両親を諦めさせるため、花との偽装結婚に踏み切った。
阿ヶ谷 花（あがや はな）
真知の後輩であるイラストレーター。レズビアンであり、結果として振られてはいるが学生時代に真知に交際を申し込んでいる。
両親の結婚願望に悩む真知に対し、渋谷区の同性パートナーシップ条例を用いた偽装結婚を提案する。
綾香（あやか）
花の元カノ。バーに勤めている。

## 書誌情報
- コダマナオコ 『親がうるさいので後輩(♀)と偽装結婚してみた。』 一迅社〈百合姫コミックス〉、全1巻
  1. 2018年7月18日発売[2] ISBN 978-4-7580-7836-8